# Rundspruch
Ein Rundspruch ist in der Übertragungstechnik eine Aussendung an alle Empfänger ohne Bestätigung des Empfangs.
In der Funktechnik werden neben dem öffentlichen Rundfunk auch Nachrichten anderer Funkdienste als Rundspruch verbreitet, so beispielsweise im Seefunk die Meldungen über NAVTEX oder im Amateurfunk Informationen an alle Funkamateure. 
In der Informatik wird unter dem Begriff ein Broadcast verstanden.